# 23681 Prabhu
23681 Prabhu este un asteroid din centura principală de asteroizi.

## Descriere
23681 Prabhu este un asteroid din centura principală de asteroizi. A fost descoperit pe 6 aprilie 1997 la Socorro, New Mexico, în cadrul proiectului LINEAR. Asteroidul prezintă o orbită caracterizată de o semiaxă mare de 2,67 ua, o excentricitate de 0,04 și o înclinație de 3,7° în raport cu ecliptica.